# Anna Giordano
Anna Giordano (geboren 1965 in Mailand) ist eine italienische Ornithologin und Umweltaktivistin. 1998 wurde sie für ihren langjährigen Einsatz gegen die Wilderei von Raubvögeln an der Straße von Messina mit dem Goldman Prize ausgezeichnet. In Italien wird sie auch als Signora dei falchi (italienisch für „Frau der Falken“) bezeichnet.

## Leben
Anna Giordano ist die Tochter des aus Messina stammenden Chemikers Nicola Giordano und wurde in Mailand geboren. Als sie zehn Jahre alt war, kehrte ihr Vater nach Messina zurück und gründete dort 1980 das später nach ihm benannte und dem CNR angeschlossene Forschungsinstitut für alternative Energien (Istituto di Tecnologie Avanzate per l’Energia “Nicola Giordano” (ITAE)).
Noch in Mailand entdeckte sie ihre Liebe zu Tieren. Mit ihrem Vater besuchte sie regelmäßig den Mailänder Zoo und schmiedete nach eigenen Aussagen mit ihrem Vater Pläne, wie sie die Zootiere befreien könnten. Als sie sechs war, wurde sie Mitglied im italienischen Vogelschutzbund (Lega Nazionale Contro la Distruzione degli Uccell – LENADUC), 1975 in LIPU umbenannt. Mit zehn Jahren kaufte sie mit ihrem Taschengeld die am Markt angebotenen Stieglitze, um sie freizulassen.
1981 wurde sie mit einem Freund der LIPU Augenzeugin, wie 17 Raubvögel auf dem Weg zu ihren Brutplätzen in Nord- und Mitteleuropa am Monte Ciccia an der Straße von Messina von Wilderen trotz eines seit 1977 gültigen Vogelschutzgesetzes erschossen wurden. Bei dem Versuch einen verletzten Bussard zu helfen, wurde sie erstmals in ihrem Einsatz für den Vogelschutz bedroht. Ab 1984 organisierte sie Camps, um der Wilderei an der Straße von Messina im Frühjahr den Kampf anzusagen. Wegen des zeitaufwendigen Einsatzes riskierte sie, im Gymnasium sogar durchzufallen. Während ihres Studiums der Ornithologie unterbrach sie während der Zeit der Vogelwanderung zwischen Februar und Juni regelmäßig ihre Studien.
Bei dem Versuch der Wilderei habhaft zu werden, wurde sie zunächst von anderen europäischen Umweltaktivisten, vor allem aus Deutschland, unterstützt. Obwohl sie bei den Behörden gegen das illegale Vorgehen vorstellig geworden war, wurde sie abgewiesen und erhielt zunächst keine Unterstützung. In der von Männern dominierten sizilianischen Gesellschaft, in der die Jagd auf Raubvögel eine lange Tradition hatte, wurde sie als Umweltaktivistin und Vogelschützerin vielmehr eingeschüchtert und bedroht. Erst nachdem im April 1986 ihr Auto in Brand gesteckt worden war, unterstützten sie auch die Behörden in ihrem Kampf gegen die Wilderei.
Im Laufe der Jahre gelang es Anna Giordano, die Anzahl der gewilderten Raubvögel, insbesondere Wanderfalken, insbesondere auf der sizilianischen Seite der Meerenge, deutlich zu reduzieren. Bei ihrem ersten Camp 1984 wurden 3400 Raubvögel und 1200 Schüsse gezählt. 2018 wurden bei 50.000 beobachteten Raubvögeln kein einziger Schuss registriert. Ein Zeichen des gesellschaftlichen Wandels in Bezug auf die Jagd auf Raubvögel auf Sizilien ist auch der Umstand, dass der Bestand bestimmter Arten, wie des bedrohten Habichtsadlers, wieder zunimmt. Zu ihren Erfolgen gehört auch, dass sich einige ehemalige Wilderer nun für den Umwelt- und Vogelschutz einsetzen. Auf der kalabrischen Seite gelang es dagegen aufgrund tief verwurzelter Traditionen, die Wilderei noch nicht vollständig auszumerzen. Dort wird nach wie vor illegal Jagd auf die über die Meeresenge wandernden Tiere gemacht.
Neben ihrem Einsatz als Aktivistin an der Straße von Messina leitete Anna Giordano von 1996 bis 2003 das von der Autonomen Region Sizilien eingerichtete und vom WWF Italien betreute Naturschutzgebiet Riserva delle Saline di Trapani. In den 2000er Jahren arbeitete sie für den WWF an verschiedenen Umweltschutzprojekten der EU und des italienischen Umweltschutzministeriums.
2021 wurde sie in Italien als Umweltschützerin des Jahres ausgezeichnet.